# شيفا ألمور
شيفا ألمور (بالإنجليزية:Sheva Alomar) ، هي شخصية أنثوية مقاتلة، وهي شخصية من شخصيات ريزدنت إيفل 5 .

## قصة اللعبة
شيفا كانت من ضمن القوات العسكرية من القارة الأفريقية، وكان هدفها كشف حقيقة شركة أمبريلا ، وهي تقاتل بجانب كريس ريدفيلد.

## وصلات خارجية
- Sheva Alomar - Resident Evil Wiki
- Sheva Alomar - Stars - IGN